# Ashes to Ashes
Ashes to Ashes é um seriado de televisão britânico, spin-off do seriado de 2006 Life on Mars. Produzido pela companhia Kudos Film & Television, o seriado estreou na BBC One em 7 de fevereiro de 2008. Na América Latina é exibido na HBO Plus desde fevereiro de 2009. Nos Estados Unidos é exibido na BBC America desde março de 2009. Em Portugal é exibido na FOX Life desde 5 de Outubro de 2009.
De acordo com Philip Glenister, que interpreta o delegado Gene Hunt, o programa irá durar no máximo duas temporadas. Ele acrescentou que não haverá mais nenhum seriado com seu personagem. O criador de Life on Mars e Ashes to Ashes, Matthew Graham, entretanto, disse que o seriado tem potencial para até três temporadas.
A segunda temporada começou a ser filmada na metade de 2008 e estreou no Reino Unido em 20 de abril de 2009. A segunda temporada se passa em 1982, durante a Guerra das Malvinas, quase seis meses após os eventos da primeira temporada, situados entre julho e outubro de 1981.

## Sinopse
Assim como seu antecessor, Ashes to Ashes narra a história de uma detetive que viaja pelo tempo após sofrer um acidente. Alex Drake (interpretada por Keeley Hawes) acorda em 1981 após levar um tiro em 2008. Ela passa a trabalhar na mesma delegacia que Gene Hunt,  Chris Skelton (Marshall Lancaster) e Ray Carling (Dean Andrews), personagens de Life on Mars. Os dois seriados tem seus nomes retirados de títulos de canções de David Bowie.

### 1atemporada
A primeira temporada consiste de oito episódios escritos pelos criadores Ashley Pharoah (episódios 2 e 8) e Matthew Graham (episódios 1 e 7). Outros roteiristas incluem Julie Rutterford (episódio 3) e Mark Greig (episódios 4 e 5), que também haviam trabalhado em Life on Mars. O episódio seis foi escrito pelo freelancer Mick Ford. A trama gira em torno da personagem principal tentando descobrir o que aconteceu com seus pais, cujas vidas estão ligadas à agitação política da época, que inclui protestos à campanha política da primeira-ministra conservadora Margaret Thatcher e o ataque do Law Lord liberal Leslie Scarman à polícia. Alex acha que poderá voltar a 2008 caso consiga salvar seus pais da morte, perpetuada pelo palhaço do videoclipe da canção "Ashes to Ashes" de Bowie, que a assombra de maneira similar ao que a garota da tela de ajuste fazia com Sam Tyler, o protagonista de Life on Mars. No último episódio, Alex descobre que o palhaço é seu pai, que decidiu matar a família numa explosão de carro após descobrir da traição da mulher.
Todos os episódios da primeira temporada contiveram referências, implícitas ou explícitas, à prostituição.

### 2atemporada
A segunda temporada se passa em 1982, no contexto da Guerra das Malvinas. A segunda temporada também possui oito episódios. O primeiro episódio, escrito por Pharoah, lida com o encobrimento da morte de um policial em uma boate. Conforme a série progride, o corpo de Alex em coma é encontrado nos dias atuais de 2008. À medida que Gene se vê diante de uma força policial corrupta, Alex começa a receber uma série de telefonemas de um homem chamado Martin Summers, outro paciente do hospital para o qual o corpo de Alex em estado de coma foi levado. Summers prova ser um adversário formidável de Alex. Suas ações acabam levando a um assassinato chocante e ao confronto mais tenso de todos entre Alex e Gene.

### 3atemporada
A terceira e última temporada do seriado já foi comissionada pela BBC e as filmagens começaram no final de 2009. Os planos é de que a temporada seja levada ao ar em 2010. Os oito últimos episódios de Ashes to Ashes serão filmados em HD. Numa entrevista à revista SFX, o co-criador e produtor executivo da série, Matthew Graham, disse que está pensando em fazer um episódio em 3D com um estereoscópio. Mais uma vez a série irá avançar um ano, desta vez para 1983. Os produtores revelaram que o clímax do seriado se dará nesta temporada, com a revelação de quem é realmente o personagem de Gene Hunt.

## Elenco
- Philip Glenister como Gene Hunt
- Keeley Hawes como Alex Drake
- Dean Andrews como Ray Carling

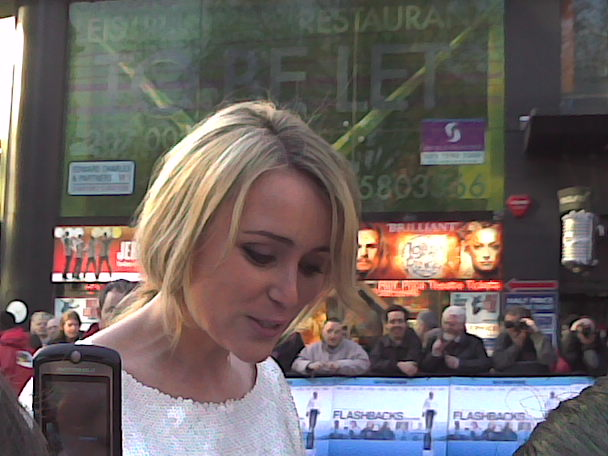
Keeley Hawes vive a protagonista Alex Drake

- Marshall Lancaster como Chris Skelton
- Montserrat Lombard como Sharon "Shaz" Granger
- Geff Francis como Sargento Viv James
- Joseph Long como Luigi
- Grace Vance como Molly Drake
- Adrian Dunbar como Martin Summers (2a temporada)
- Shaun Evans como Kevin Hales (2a temporada)
- Amelia Bullmore como Caroline Price (1a temporada)
- Stephen Campbell Moore como Evan White (1a temporada)
- Andrew Clover como o palhaço / Tim Price (1a temporada)
- Lucy Cole como Alex jovem (1a temporada)

## Trilha-sonora
A trilha-sonora da primeira temporada do seriado inclui canções de grupos britânicos populares na década de 1980, como os punks The Clash ("I Fought the Law") e The Stranglers ("No More Heroes"), os neo-românticos Duran Duran ("Girls on Film") e Ultravox ("Vienna"), os synthpops Jon & Vangelis e OMD ("Souvenir"), assim como "Let's Stick Together" de Bryan Ferry, que faria mais sucesso ao ser relançada em 1988, e os one hit wonders The Passions ("I'm in Love with a German Film Star"), além da canção-título, interpretada por Bowie e que aparece no último episódio da primeira temporada. Uma cena no segundo episódio traz Steve Strange interpretando a si mesmo enquanto canta "Fade to Grey" de Visage. O episódio dois também traz "The Prince", famosa canção da banda de ska Madness. O último episódio da primeira temporada termina com "Take the Long Way Home", do álbum Breakfast in America, lançado em 1979 pelo Supertramp.
Em 17 de março de 2008 foi lançado o CD Ashes to Ashes, contendo algumas das canções da primeira temporada da série. Em 20 de abril de 2009 foi lançado um segundo CD, Ashes to Ashes - Series 2, contendo algumas das canções da segunda temporada, como "Under Pressure" de Queen & Bowie, "The Look of Love" do ABC, "Mirror Man" de The Human League, "Wishing (If I Had a Photograph of You)" de A Flock of Seagulls, "Planet Earth" de Duran Duran, "Funeral Pyre" de The Jam, "Temptation" do New Order, "In the Air Tonight" de Phil Collins, "Atomic" de Blondie e "Going Back to My Roots" de Odyssey, as únicas bandas estadunidenses incluídas em ambos os álbuns. O site TheBackinTimes.com foi criado para promover o álbum.
Durante a segunda temporada, as canções incluídas nos episódios da série foram disponibilizadas pelos telespectadores de TV digital do Reino Unido que apertavam o botão vermelho imediatamente após a transmissão do seriado. Videoclipes das canções, conforme interpretadas em Top of the Pops, Old Grey Whistle Test e outros programas de música da BBC, eram introduzidos por Philip Glenister em seu figurino de Gene Hunt e ficavam no ar repetidamente até o resto da noite de transmissão original do episódio.

## Episódios
Primeira temporada
1. Episódio Um – 7 de fevereiro de 2008
2. Episódio Dois – 14 de fevereiro de 2008
3. Episódio Três – 21 de fevereiro de 2008
4. Episódio Quatro – 28 de fevereiro de 2008
5. Episódio Cinco – 6 de março de 2008
6. Episódio Seis – 13 de março de 2008
7. Episódio Sete – 20 de março de 2008
8. Episódio Oito – 27 de março de 2008

Segunda temporada
1. Episódio Um – 20 de abril de 2009
2. Episódio Dois – 27 de abril de 2009
3. Episódio Três – 4 de maio de 2009
4. Episódio Quatro – 11 de maio de 2009
5. Episódio Cinco – 18 de maio de 2009
6. Episódio Seis – 25 de maio de 2009
7. Episódio Sete – 1 de junho de 2009
8. Episódio Oito – 8 de junho de 2009

## Recepção

### Audiência
O episódio de estréia de Ashes to Ashes, exibido às 21 horas de 7 de fevereiro de 2008, foi visto por 7 milhões de pessoas, quase 30% dos telespectadores britânicos daquela noite. De acordo com o jornal The Guardian, isso se deve à "intensa blitz de publicidade para Ashes to Ashes" em sua semana de estréia.
O segundo episódio, exibido em 14 de fevereiro, atraiu 6,1 milhões de telespectadores, com 25% da audiência. Mesmo com a queda de quase um milhão no número de telespectadores, o seriado conseguiu manter-se na liderança do horário. Entretanto, o quinto episódio, exibido em 6 de março, atraiu apenas 6,6 milhões de telespectadores. Entretanto, de acordo com o Daily Telegraph, foi com este episódio que "Ashes to Ashes saiu da sombra de Life on Mars".
O primeiro episódio da segunda temporada foi visto por 7,01 milhões de telespectadores, estabelecendo um novo recorde de audiência para a série.

### Crítica
O episódio de estréia de Ashes to Ashes recebeu críticas variadas; as publicações The Daily Telegraph, The Herald, The Spectator e New Statesman deram críticas favoráveis ao programa, enquanto The Times, The Sunday Times, Newsnight Review, The Guardian e The Observer (apesar de ter elogiado a direção de arte e o figurino) lançaram críticas desfavoráveis. O jornal grátis Metro deu ao episódio quatro estrelas como "um voto de confiança" para um "começo astuto".
Em relação ao quinto episódio, o Daily Telegraph publicou que "Ashes to Ashes saiu da sombra de Life on Mars". Em relação à primeira temporada, o jornal The Daily Mirror publicou que, apesar de ter esperado um ou dois episódios a mais, foi um final satisfeito para um seriado que tinha muito a que se permanecer fiel, completando que o programa merecia uma segunda temporada.
Em relação à muito criticada atuação de Keeley Hawes, Philip Glenister disse, durante uma conferência de imprensa, que "eu vi como ela trabalha duro e o quão brilhante ela é".

## Lançamento em DVD
| Título                            | Região 2            | Região 4             | Episódios |
| --------------------------------- | ------------------- | -------------------- | --------- |
| Ashes to Ashes: The First Series  | 5 de maio de 2008   | 1 de outubro de 2009 | 1-8       |
| Ashes to Ashes: The Second Series | 13 de julho de 2009 | 7 de janeiro de 2010 | 9-16      |